# Samoa thuộc Đức
Samoa thuộc Đức (tiếng Đức: Deutsch-Samoa; Tiếng Samoa: Siamani-Sāmoa)  là một xứ bảo hộ của Đế quốc Đức từ năm 1900 đến năm 1920, bao gồm các đảo Upolu, Savai'i, Apolima và Manono, hiện nay hoàn toàn thuộc về Nhà nước Samoa, trước đây là Tây Samoa. Samoa là thuộc địa cuối cùng của Đức ở Thái Bình Dương, được Đức tiếp nhận sau khi Công ước Tam phương được ký kết tại Washington D.C vào ngày 2 tháng 12 năm 1899 với các phê chuẩn được trao đổi vào ngày 16 tháng 2 năm 1900. Đây là thuộc địa duy nhất của Đức ở Thái Bình Dương, bên cạnh Ủy thác vịnh Kiautschou ở Trung Quốc, được quản lý riêng biệt với New Guinea thuộc Đức.